# Boise megye
Boise megye az Amerikai Egyesült Államokban, azon belül Idaho államban található. Megyeszékhelye Idaho City, legnagyobb városa Horseshoe Bend. Lakosainak száma 7610 fő (2020. április 1.). Boise megye Valley, Ada, Elmore, Gem és Custer megyékkel határos.

## Népesség
A megye népességének változása:
| Lakosok száma | 7021 | 7028 | 6825 | 6795 | 7058 | 7610 |
|               | 2010 | 2011 | 2012 | 2013 | 2015 | 2020 |